# Theroteinus
Il teroteino (gen. Theroteinus) è un mammaliaforme estinto, appartenente agli aramiidi. Visse nel Triassico superiore (Retico, circa 204 - 201 milioni di anni fa) e i suoi resti fossili sono stati ritrovati in Europa.

## Descrizione
Questo animale è noto esclusivamente per denti fossili, ed è quindi impossibile ipotizzarne l'aspetto. Dalle dimensioni dei denti, tuttavia, si può supporre che Theroteinus avesse le dimensioni di un'arvicola. Theroteinus era caratterizzato da denti molariformi superiori e inferiori con cuspidi basse, dalla base estesa e dall'aspetto massiccio. I bacini erano corti e stretti in rapporto alle corone, ed erano presenti solo due cuspidi in fila sui molari inferiori. I denti molariformi superiori erano inoltre dotati di una fila di cuspidi addizionale (BB), poste lateralmente alla fila di cuspidi linguale; quest'ultima caratteristica si riscontra in alcuni aramiidi derivati come Eleutherodon e Megaconus, così come nell'enigmatico Millsodon. Si suppone che il movimento masticatorio di Theroteinus fosse essenzialmente verticale.

## Classificazione
Il genere Theroteinus venne istituito nel 1986 sulla base di alcuni denti fossili rinvenuti nella zona di Saint-Nicolas-de-Port in Francia settentrionale e distinti da quelli, più comuni, attribuiti al genere Thomasia. La specie tipo è Theroteinus nikolai, ma nel 2016 è stata descritta un'altra specie proveniente dal medesimo giacimento, T. rosieriensis, distinta dalla specie tipo per alcune caratteristiche delle cuspidi distali, per la taglia maggiore e per un profilo occlusale più massiccio. Nel 2021 è stata descritta una specie proveniente da terreni coevi in Inghilterra (Dorset): T. jenkinsi. 
Theroteinus venne subito riconosciuto come appartenente a una nuova famiglia di mammaliaformi (Theroteinidae) e successivamente venne addirittura attribuito a un ordine a sé stante nell'ambito degli alloteri (Theroteinida). Ulteriori studi hanno tuttavia riscontrato notevoli somiglianze con il gruppo degli aramiidi (Haramiyida), in particolare con alcune forme piuttosto derivate, tipiche del Giurassico, come Eleutherodon e Megaconus. 